# Emmanuel Rukundo
Emmanuel Rukundo est un prêtre rwandais jugé et condamné pour sa participation au génocide contre les Tutsis en 1994.

## Biographie
Emmanuel Rukundo est aumônier militaire quand commence le génocide des Tutsi au Rwanda en 1994. Il participe activement à celui-ci. En 1999, il s'installe en Suisse et y officie mais en 2001 il est arrêté à Genève puis jugé par le tribunal pénal international pour le Rwanda. L'accusation lui reproche d'avoir encouragé le massacre de Tutsi et entre avril et mai 1994 d'avoir personnellement participé à l'enlèvement et à l'assassinat de Tutsis. La cour le condamne en 2009 à 25 ans de prison pour génocide, crime contre l'humanité et extermination.